# Tourcoing
Tourcoing je město v severní Francii. Zároveň se jedná o obec v departementu Nord regionu Hauts-de-France. Město je chef-lieu tří kantonů: Tourcoing-Nord, Tourcoing-Nord-Est a Tourcoing-Sud. 

## Obyvatelstvo
V roce 1999 ve městě žilo 93 540 obyvatel. Město má rozlohu 15,9 km² a nachází se v nadmořské výšce 67 m. Je součástí mezinárodní aglomerace Lille-Kortrijk-Tournai, která měla ve Francii a Belgii v roce 2008 2 155 161 obyvatel. 

## Pamětihodnosti
Dominantou města je kostel svatého Kryštofa (Église Saint Christophe) z 15. - 16. století.

## Partnerská města
Tourcoing podepsal smlouvy o spolupráci s těmito městy:
- Bezirk Mitte, Berlín, Německo
- Biella, Itálie
- Bottrop, Německo
- Guimarães, Portugalsko
- Jastrzębie-Zdrój, Polsko
- Mouscron, Belgie
- Mühlhausen, Německo
- Rochdale, Anglie

## Slavní rodáci
- René Lefebvre, člen francouzského odporu proti německé okupační moci